# 23 Mile Road–Kalamazoo River Bridge
Die 23 Mile Road Kalamazoo River Bridge ist eine Balkenbrücke aus Beton mit gekrümmten Obergurt in der Marengo Township, Michigan, wo die 23 Mile Road über den Kalamazoo River führt. Das 1922 erbaute Bauwerk ist seit 1999 im National Register of Historic Places eingetragen.

## Geschichte
Bevor die heutige Betonbrücke errichtet wurde, gab es an dieser Stelle bereits eine ältere Brücke, die vermutlich eine Fachwerkkonstruktion aus Stahl war. Der Brückenneubau wurde vom Michigan State Highway Department im Januar 1922 geplant, und  das Calhoun County baute dann die Brücke, die der Staat später vergütete. Mead Brothers aus Battle Creek war das mit dem Abriss des Vorgängerbauwerks und dem Neubau beauftragte Bauunternehmen. Die Baukosten beliefen sich auf 10.353 US-Dollar.
Am 22. Dezember 1999 wurde die Brücke in das National Register of Historic Places aufgenommen, weil sie eines der ältesten noch existierenden Beispiele dieses Bautyps und gut erhalten ist. Die 12 Mile Road Kalamazoo River Bridge, ebenfalls im Calhoun County, wurde am selben Tag in das National Register aufgenommen.

## Design
Die Brücke ist in Nord-Süd-Richtung ausgerichtet und befindet sich etwa südlich der in einem ländlichen Gebiet gelegenen Siedlung Marengo. Der Brücke ist eine Durchlaufträgerbrücke aus Beton mit gekrümmten Obergurt; dieser Stil wurde vom Michigan State Highway Department zu Beginn der 1920er Jahre entwickelt. Die Brücke hat eine einzige Öffnung, die über 18,3 m gespannt ist. In den Seiten der Träger, die auch als Geländer dienen, sind elliptische Eintiefungen mit sechs kleineren Einbuchtungen darin. Die Eckpfeiler haben jeweils eine quadratische Abdeckung und eine Basis, an der die Leitplanken von Armco montiert sind. Unterhalb des Durchlaufträgers sind an den Widerlagern Kragträger vorhanden. Am nordwestlichen Eckpfeiler ist ein Schild mit der Bauwerksnummer angebracht.

## Belege
1. 1 2 3 4  23 Mile Rd. / Kalamazoo River (Memento vom 20. Januar 2015 im Internet Archive)
2. 1 2 3 4  23 Mile Road/Kalamazoo River Bridge. In: State Historic Preservation Office. Michigan State Housing Development Authority, archiviert vom Original am 24. Dezember 2012; abgerufen am 3. Juli 2013 (englisch).
3. ↑  Weekly List of Actions Taken on Properties: 12/20/99 Through 12/23/99. In: National Register of Historic Places. National Park Service, abgerufen am 3. Juli 2013 (englisch).